# Ковалёв, Семён Иванович
Семён Иванович Ковалёв — советский хозяйственный, государственный и политический деятель, Герой Социалистического Труда.

## Биография
Родился в 1911 году в деревне Михновка. Член КПСС.
С 1923 года — на хозяйственной, общественной и политической работе. В 1923—1977 гг. — крестьянин в подсобном хозяйстве, колхозник, курсант, помощник комвзвода 4-го стрелкового полка Белорусского военного округа, участник Великой Отечественной войны, тяжело ранен, помощник командира взвода 1-го ЗМП Московского военного округа, заведующий складом, председатель колхоза «Путь Ленина» Погарского района Брянской области.
Указом Президиума Верховного Совета СССР от 30 апреля 1966 года присвоено звание Героя Социалистического Труда с вручением ордена Ленина и золотой медали «Серп и Молот».
Избирался депутатом Верховного Совета РСФСР 5-го созыва. Делегат XXI съезда КПСС.
Умер до 1985 года.